# Signore dei Miracoli

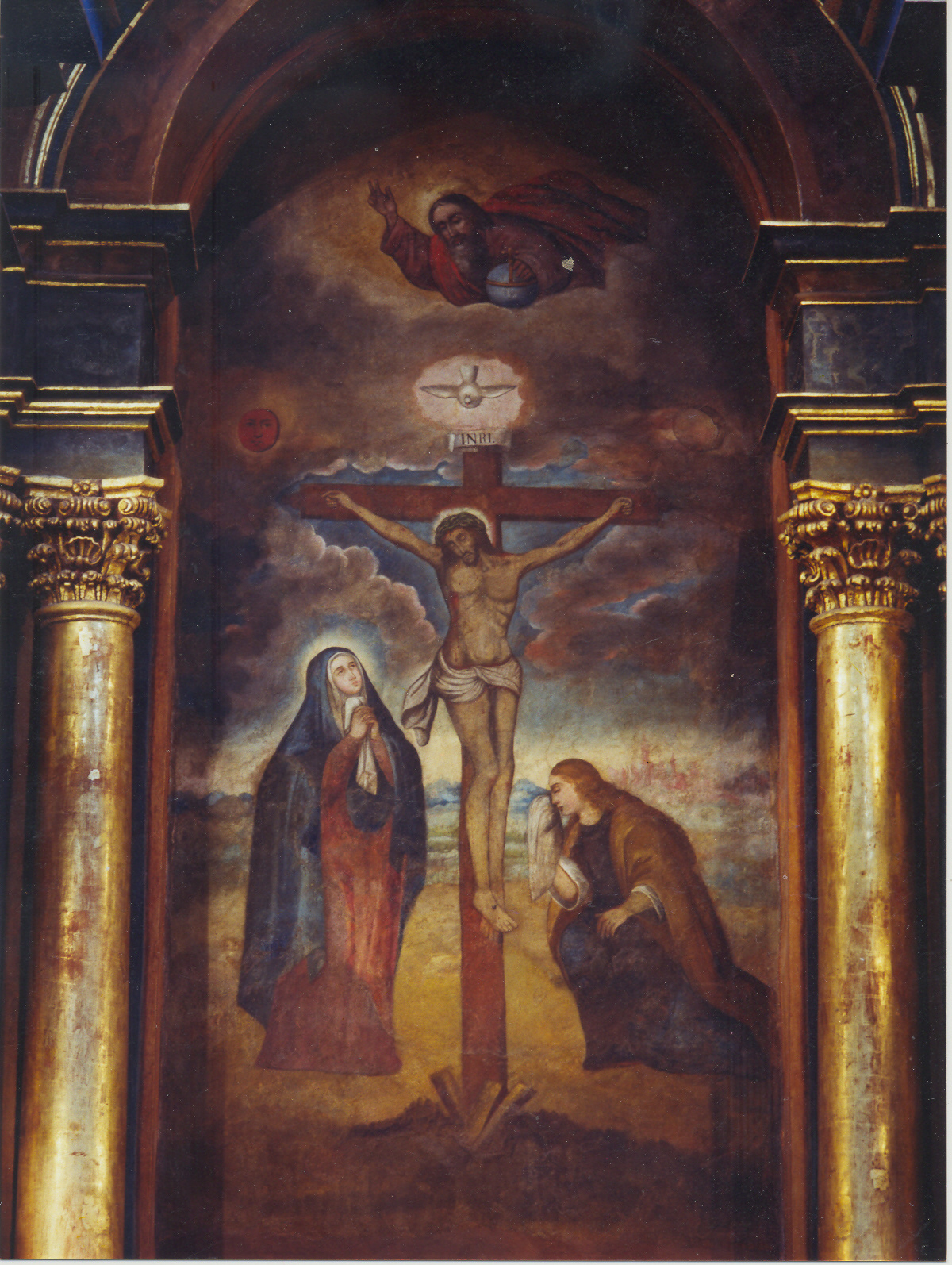
Murale "Signore dei Miracoli", dipinto nel Santuario di Las Nazarenas di Lima (Perù)

Il Signore dei Miracoli (in lingua spagnola: Señor de los Milagros de Nazarenas) è un dipinto murale raffigurante Gesù crocifisso, venerato a Lima, Perù. È una tradizionale celebrazione religiosa in Perù e nella comunità peruviana nel mondo. Nel calendario della Chiesa cattolica in Perù ha il grado di festa e ricorre il 28 ottobre.

## Storia
Nel 1655 un terremoto devastò la città di Lima riducendo in macerie la maggior parte degli edifici. Il muro sul quale si trovava il dipinto di Gesù crocifisso fu risparmiato e sopravvisse anche ai successivi sismi. I cittadini iniziarono a pregare con devozione l'immagine e a ottenere da essa guarigioni e grazie: questo fece sì che il dipinto fosse considerato miracoloso e chiamato, appunto, “Signore dei Miracoli”.
Il 14 settembre 1671, davanti alla raffigurazione del Cristo crocifisso, si svolse la prima Messa; nel 20 ottobre 1687 dopo che l'ennesimo terremoto risparmiò il dipinto, i fedeli fecero una copia in tela del murale e iniziarono a portarla in processione per le strade del quartiere di Pachacamilla. Dal 1747 viene portata in corteo anche la tela della “Madonna della Nube”, che sembra sia apparsa a Quito in Ecuador nel 1696. Nel 1715 l'autorità della capitale peruviana dichiarò il “Signore dei Miracoli” patrono e custode della città di Lima.